# Ama (Kadrina)
Ama – wieś w Estonii, w prowincji Virumaa Zachodnia, w gminie Kadrina.